# Willy Richter
Karl Oskar Willy Richter (født 1916 i Iglau, Mähren, Østrig-Ungarn (fra 1918 Tjekkoslovakiet)) var en dansk fodboldspiller og -træner. Han var anfører på B 1909's førstehold i 30 og 1940'erne. Han var klubbens formand 1963-1967 og træner for Glamsbjerg Idrætsforening 1942 og B 1909 1950-1953.
Richter kom til Danmark som fireårig i 1920 og blev dansk statsborger i 1936.
Walther Richter er søn af Willy Richter.